# Задрима
Задрима (алб. Zadrima) је невелика равница иза Дрима на путу између Скадра и Љеша (Албанија) и представља северни део тзв. албанске низије.
Иван Јастребов је записао да у његово вријеме ту има 30 села, а у њима 840 кућа - 720 католичких и 120 турских (муслиманских) кућа. Око 65000 душа оба пола. У Задримљу се налази и град Дањ (данас се назва Вау-Дејс) у коме је била тврђава због које је Скендербег ратовао с Млечанима. У Задриму су спадала и села што леже јужно од Алесија (Љеша) на простору до ријеке Мат на два сата пута. Тај простор је носио назив Брег-матија. Кроз долину Задрима протичу двије ријеке: Нарчи и Ђарди који извире из Фандских планина. Знаменита мјеста су Нденшати, Нешати. То је стари Сард гдје је била резиденција епископа и центар Задриме. Ту је био и град, али од неколико земљотреса је уништен. Спомињан је у вријеме Скендербега. Уступио га је Млечанима. У доба Јастребова главно мјесто Задриме је у селу Дајчи у којем је тада био мјудир. Село Хејмели је смјештено испод ланца истоимене планине. По предању, на врху брда је била црква Св. Архангела. Житељи су и тада једном годишње одлазили ондје на ходочашће. Село Каљмети је испод планинје Веља на којој се налази и село Трошани. Планина Креста раздваја Задриму и област Мирдита, а погранична села су Виг и Менела. Прво је у саставу племена Дибри, а друго спада у плме Спачи. У задримским селима Какарич и Балдрен, цркве су биле православне.  Задримска епископија се звала и Сопотска. 
Вау-и-Грамшит је био пријелаз на Дриму код села истог имена у Задрими, Вау-и-Мулинавет близу села Балдрена, такође у Задрими и водио је до воденице (мулинавет значи млин, воденица) (и село Ујмиште има везе са српском рјечју и млином, ујмити, унајмити), Вау-Лешес - Љешки прелаз. Тај прелаз је имао назив Широки Брод у Љешу. Између Балшића и Дубровчана била је потписана нарочита конвенција ниже широкога Брода у Љешу 17. јануара 1368. године у погледу царине на Дани  тј. дозволили су им да пролазе кроз Дањ без плаћања царинске таксе.  По пропасти српске патријаршије, сви протоколи и регистри градова и села пренесени су у Цариград. Цариградска патријаршија је, желећи да уплати свој дуг Порти за 25 година, молила ову да преузме на себе наплаћивање од хришћана из неких мјеста у Албнији, одакле сама одавно није добијала никакве приходе, па је између осталих мјеста, указала на села у Задрими, поднијевши списак тамошњих села која подлежу управи Печке патријаршије. Валија је на основу потребних и прикупљених података, одговарао Порти да у Задрими више нема ниједног села у коме би живјели православни, него да су сви становници или католици или муслимани. 
Марин Бици надбискуп барски и примас Србије  је у свом путопису из 1610. године записао да ријека Дрим (од Охридског језера до Љеша) дијели Србију од Албаније. 